# R Волка
R Волка (лат. R Lupi) — одиночная переменная звезда в созвездии Волка на расстоянии (вычисленном из значения параллакса) приблизительно 2518 световых лет (около 772 парсеков) от Солнца. Видимая звёздная величина звезды — от +14m до +9,4m.

## Характеристики
R Волка — красный гигант, пульсирующая переменная звезда, мирида (M) спектрального класса M5e или Me. Радиус — около 47,93 солнечных, светимость — около 245,724 солнечных. Эффективная температура — около 3301 K.